# 1108

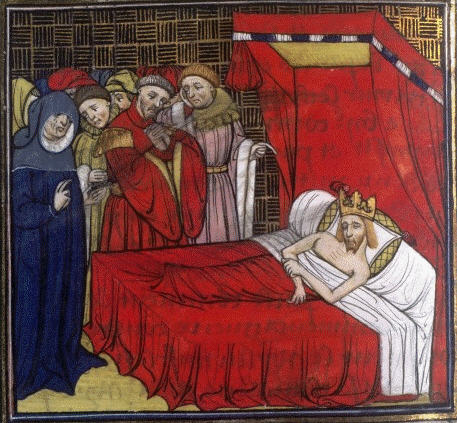
Filips I van Frankrijk op zijn sterfbed

Het jaar 1108 is het 8e jaar in de 12e eeuw volgens de christelijke jaartelling.

## Gebeurtenissen
januari
- Erkenning van het Karelsprivilege ofwel de Friese Vrijheid door keizer Hendrik V samen met paus Paschalis II in Mainz

mei
- mei - Gervaise van Bazoches, gouverneur van Galilea, wordt met zijn manschappen van tachtig ruiters en tweehonderd infantaristen verslagen door Toghtekin, atabeg van Damascus, Gervaise wordt gevangengenomen. Toghtekin eist de steden Akko, Haifa en Tiberias samen met een losgeld.

september
- 5 - De Asama-vulkaan in Japan komt tot uitbarsting.
- september - Verdrag van Devol: Bohemund I erkent dat Antiochië een leen van het Byzantijnse Rijk is. Tancred, regent over Antiochië weigert echter het verdrag te erkennen.

zonder datum
- Boudewijn II van Jeruzalem, gevangen door de Seltsjoeken, wordt vrijgekocht door Jocelin van Courtenay.
- Gwijde van Milly wordt de eerste heer van Nablus.
- Eerste vermelding en traditionele stichtingsdatum van de stad Vladimir.
- Alfonso VI van Castilië trouwt met Beatrix van Poitou.
- Voor het eerst genoemd: Baardwijk, Bolbeek, Froyennes, Genk (13 december), Haastrecht, Helmond, Lembeke, Loppem, Mourcourt, Oldenburg, Sint-Margriete-Houtem, Spekholzerheide (jaartal bij benadering), Veen, Wezeren, Wieze, Zelk

## Opvolging
- Frankrijk (kroning 3 augustus) - Filips I opgevolgd door zijn zoon Lodewijk VI
- bisdom Rochester (29 juni)- Gundulf opgevolgd door Ralph d'Escures

## Geboren
- Bohemund II, prins van Antiochië (1111-1130)
- Hendrik de Trotse, hertog van Beieren en Saksen en markgraaf van Brunswijk (jaartal bij benadering)
- Leopold, markgraaf van Oostenrijk en hertog van Beieren (jaartal bij benadering)

## Overleden
- 7 maart - Gundulf, bisschop van Rochester
- mei - Gervaise van Bazoches, vorst van Galilea (1106-1108)
- 29 juli - Filips I (56), koning van Frankrijk (1060-1108)
- 11 augustus - Jekaterina, Kievs prinses
- Sancho, kroonprins van Galicië, Aragon en Castilië (gesneuveld)